# 磯辺莉英
磯辺 莉英（いそべ りえ、1973年10月9日 - ）は、日本のネイリスト。元タレント、元アイドル。東京都出身。

## 出演
- パラダイスGoGo!! - 乙女塾3期生として出演
- ファミっ子大集合 - ロケコーナーアシスタント
- Theゲームパワー - ロケコーナーアシスタントを経て、メインアシスタント
- THE夜もヒッパレ - Hipp'sメンバーとして準レギュラー出演
- スキヤキ!!ロンドンブーツ大作戦 - ヤミスキ